# Blacked (estudio)
Blacked es una productora estadounidense de contenidos en línea dirigida al mercado del cine y del mundo pornográfico especializada en escenas de sexo interracial. Blacked fue establecido por Vixen Media Group, una empresa fundada por el cineasta francés Greg Lansky. Se lanzó en mayo de 2014 como la primera marca del grupo, seguido por el lanzamiento de Tushy en 2015, Vixen en 2016 y Deeper en 2019, todos bajo el paraguas de Vixen Media Group.

## Historial de la compañía
El conglomerado Vixen Media Group fue fundado en 2014 por el empresario y director francés Greg Lansky, que por entonces actuaba como CEO de las compañías GL Web Media y Strike 3 Holdings. Blacked fue la primera empresa creada, extendiéndose que su especialidad fuese la de escenas y películas de temática interracial, principalmente siendo actores pornográficos afroamericanos y actrices de tez blanca. Tanto Blacked como sus continuadoras comparten el mismo estilo de producción de alta gama para sus películas.
Inicialmente, Jules Jordan Video era la compañía encargada de la distribución de las producciones originales de Vixen. Desde diciembre de 2018, ese puesto lo ocupó Pulse Distribution. En octubre de 2017 lanzó un sitio web filial llamado Blacked Raw.
En los Premios AVN de 2015, la película producida por el estudio Dani Daniels Deeper ganó en dos categorías. La serie My First Interracial ganó dos galardones en los premios XRCO consecutivos en la categoría de Mejor serie étnica en 2015 y 2016. El estudio también ganó el Premio Urban X en la categoría de Estudio del año.

## Actrices
Debido a su volumen de trabajo, por han pasado actrices porno destacadas como Tori Black, Elsa Jean, Kenzie Reeves, Nicole Aniston, Alina Lopez, Mia Malkova, Lana Rhoades, Jada Stevens, Katrina Jade, Marley Brinx, Lena Paul, Ivy Wolfe, Angela White, Abella Danger, Jill Kassidy, Kira Noir, Riley Reid, Karlee Grey, Kendra Sunderland, Leah Gotti, Dani Daniels, Adriana Chechik, Adria Rae, Brett Rossi, Violet Starr, Gia Paige, Ava Addams, Brandi Love, Emily Willis, Jade Nile, Gina Valentina, Kendra Lust, Kristen Scott, Ana Foxxx, Anny Aurora, Ella Nova, Cadence Lux, Cherie DeVille, Giselle Palmer, Amarna Miller, Misha Cross, Romi Rain, Evelin Stone, Mandy Muse, Chloe Amour, Natasha Nice, Alexa Tomas, Tali Dova, Jane Wilde, Chanel Preston, Avi Love, Nikki Benz, Carter Cruise, Jojo Kiss, Ashley Adams o Amirah Adara, entre otras.

## Premios y nominaciones
| Año  | Ceremonia           | Resultado | Premio                                                          |
| ---- | ------------------- | --------- | --------------------------------------------------------------- |
| 2015 | Premios AVN         | Nominado  | Mejor marca nueva                                               |
| 2015 | Premios XBIZ        | Nominado  | Mejor nuevo estudio                                             |
| 2015 | Premios XBIZ        | Nominado  | Campaña de marketing del año                                    |
| 2015 | Premios XBIZ        | Ganador   | Sitio porno del año                                             |
| 2016 | Premios AVN         | Ganador   | Mejor campaña de marketing de empresa (junto con Tushy)         |
| 2016 | Premios AVN         | Ganador   | Mejor sitio web elegido por los miembros                        |
| 2016 | NightMoves          | Ganador   | Mejor productora (elegida por los fanes)                        |
| 2016 | Premios XBIZ        | Ganador   | Sitio porno del año                                             |
| 2016 | Premios XBIZ        | Nominado  | Mejor estudio del año                                           |
| 2017 | Premios AVN         | Ganador   | Mejor campaña de marketing de empresa (junto con Vixen y Tushy) |
| 2017 | Premios AVN         | Nominado  | Mejor sitio web elegido por los miembros                        |
| 2017 | Premios DVDerotik   | Nominado  | Estudio del año                                                 |
| 2017 | Premios Urban X     | Nominado  | Mejor sitio web de la compañía                                  |
| 2017 | Premios Urban X     | Ganador   | Estudio del año                                                 |
| 2017 | Premios XRCO        | Nominado  | Sitio web de gama alta                                          |
| 2018 | Premios Fleshbot    | Nominado  | Mejor sitio de pago                                             |
| 2018 | NightMoves          | Ganador   | Mejor productora (elegida por los fanes)                        |
| 2018 | Premios Urban X     | Nominado  | Estudio del año                                                 |
| 2018 | Premios XBIZ        | Nominado  | Página web de pago del año                                      |
| 2018 | Premios XBIZ        | Ganador   | Mejor estudio del año (junto con Vixen y Tushy)                 |
| 2018 | Premios XBIZ Europa | Ganador   | Mejor estudio global del año (junto con Vixen y Tushy)          |
| 2018 | Premios XCritic     | Nominado  | Estudio del año                                                 |
| 2018 | Premios XRCO        | Nominado  | Sitio web de gama alta                                          |
| 2019 | Premios XBIZ        | Nominado  | Página web de pago del año                                      |
| 2019 | Premios XBIZ        | Nominado  | Estudio del año (junto con Blacked y Tushy)                     |
| 2019 | Premios XRCO        | Nominado  | Mejor sitio porno                                               |
| 2020 | Premios XBIZ        | Nominado  | Página web de pago del año                                      |